# Ethel Catherwood
Ethel Catherwood (n. 28 aprilie 1908, Hannah⁠(d), Dakota de Nord, SUA – d. 26 septembrie 1987, Grass Valley⁠(d), California, SUA) a fost o atletă ce a reprezentat Canada, medaliată olimpică. A participat la 1 ediție a Jocurilor Olimpice (1928) în care a câștigat 1 medalie de aur.

## Participări
Lista de mai jos prezintă principalele competiții la care a participat Ethel Catherwood de-a lungul carierei.
- athletics at the 1928 Summer Olympics – women's high jump[*]